# Hanser García
Hanser García Hernández (Caibarién, 10 oktober 1988) is een Cubaans zwemmer. Hij vertegenwoordigde zijn land eenmaal op de Olympische Zomerspelen maar behaalde hierbij geen medaille.

## Carrière
Bij zijn internationale debuut, op de wereldkampioenschappen kortebaanzwemmen 2010 in Dubai, strandde García in de series van zowel de 50 als de 100 meter vrije slag.
Op de wereldkampioenschappen zwemmen 2011 in Shanghai werd de Cubaan uitgeschakeld in de series van zowel de 50 als de 100 meter vrije slag. In Guadalajara nam García deel aan de Pan-Amerikaanse Spelen 2011. Op dit toernooi veroverde hij de zilveren medaille op de 100 meter vrije slag en de bronzen medaille op de 50 meter vrije slag, samen met Pedro Luis Medel, Christian en Alex Hernandez eindigde hij als zesde op de 4x100 meter wisselslag.
Tijdens de Olympische Zomerspelen 2012 in Londen eindigde de Cubaan als zevende in op de 100 meter vrije slag, op de 50 meter vrije slag strandde hij in de series. Op de wereldkampioenschappen kortebaanzwemmen 2012 in Istanboel eindigde García als zevende op de 100 meter vrije slag, op de 50 meter vrije slag werd hij uitgeschakeld in de series.

## Belangrijkste resultaten
| Jaar | Olympische Spelen                     | WK langebaan                           | WK kortebaan                           | Pan Pacs | Pan-Ams                                                 |
| ---- | ------------------------------------- | -------------------------------------- | -------------------------------------- | -------- | ------------------------------------------------------- |
| 2010 |                                       |                                        | 29e 50m vrije slag 20e 100m vrije slag |          |                                                         |
| 2011 |                                       | 29e 50m vrije slag 18e 100m vrije slag |                                        |          | 50m vrije slag · 100m vrije slag · 6e 4x100m wisselslag |
| 2012 | 23e 50m vrije slag 7e 100m vrije slag |                                        | 24e 50m vrije slag 7e 100m vrije slag  |          |                                                         |

## Persoonlijke records
Bijgewerkt tot en met 16 december 2012
Kortebaan
| Afstand         | Tijd  | Datum            | Plaats    |
| --------------- | ----- | ---------------- | --------- |
| 50m vrije slag  | 22,04 | 13 december 2012 | Istanboel |
| 100m vrije slag | 47,19 | 16 december 2012 | Istanboel |

Langebaan
| Afstand         | Tijd  | Datum           | Plaats      |
| --------------- | ----- | --------------- | ----------- |
| 50m vrije slag  | 22,15 | 20 oktober 2011 | Guadalajara |
| 100m vrije slag | 48,04 | 31 juli 2012    | Londen      |